# Kapelle Althof

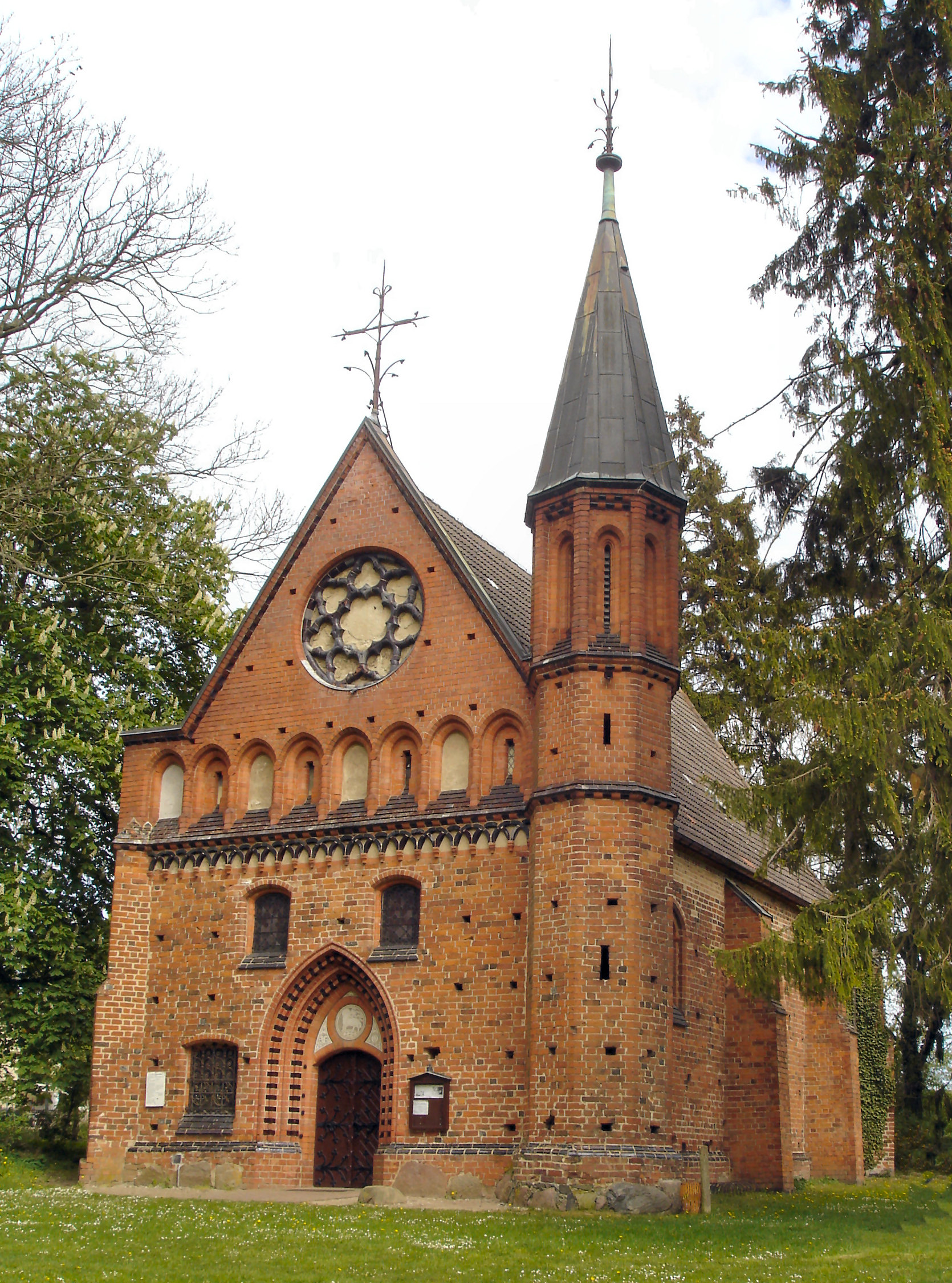
Neugotischer Westgiebel

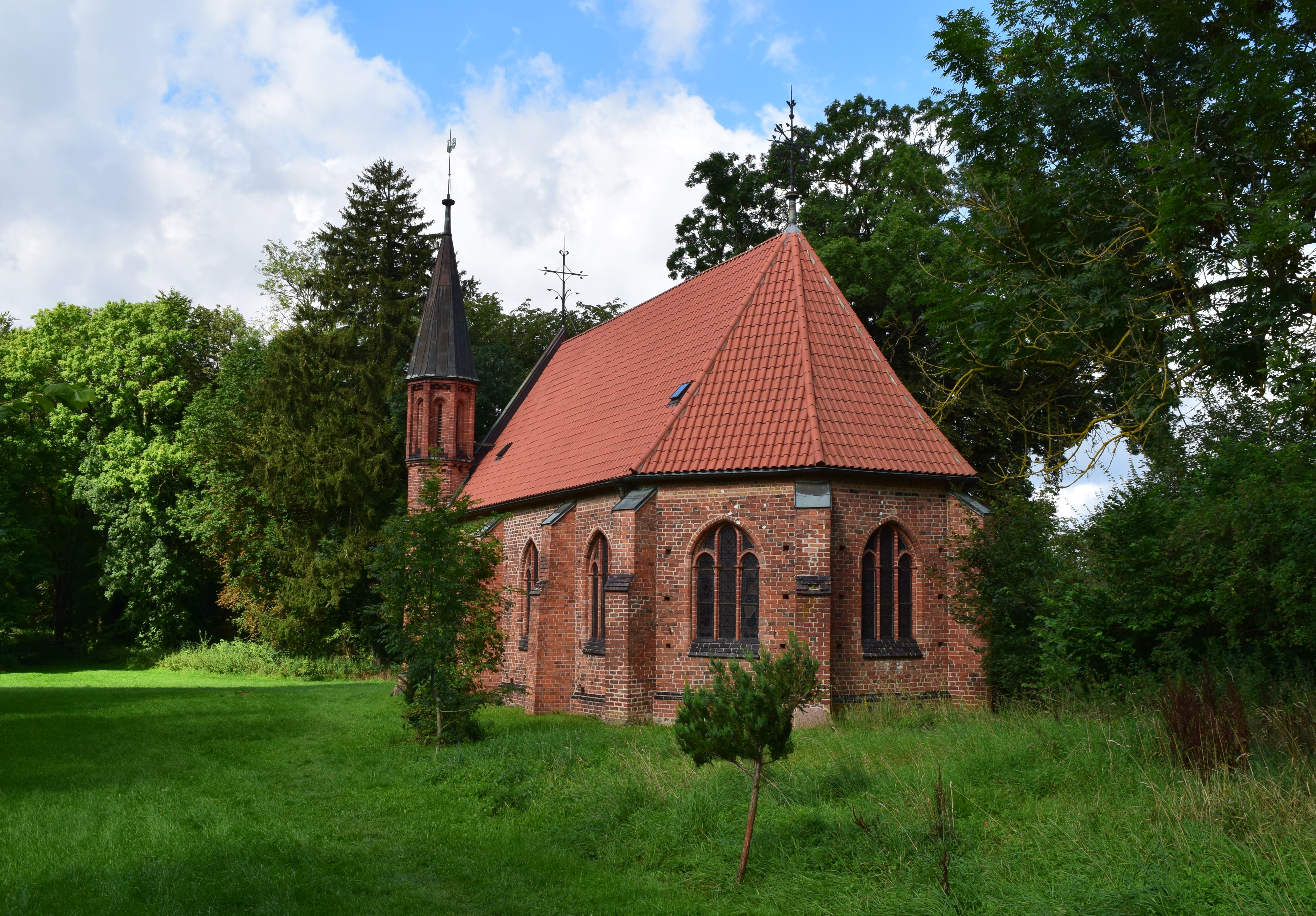
Mittelalterliche Gotik

Die Kapelle von Althof wurde im Stil der Backsteingotik erbaut, der Westgiebel ist allerdings neugotisch. Sie ist die Wiege des Klosters Doberan und steht auf einer Anhöhe am östlichen Ortsrand des Bad Doberaner Ortsteils Althof in Mecklenburg-Vorpommern. Die Kapelle gehört zur Kirchengemeinde Bad Doberan in der Propstei Rostock im Kirchenkreis Mecklenburg der Evangelisch-Lutherischen Kirche in Norddeutschland (Nordkirche).

## Architektur
Die Kapelle ist ein Kreuzrippengewölbter Backsteinbau. Sie ist zweijochig mit östlichem 5/8 Chorabschluss ausgeführt.

## Geschichte
Nach der Unterwerfung des Slawenfürsten Pribislaw durch Heinrich den Löwen ließ dieser sich 1164 taufen und wurde zum Bau von Klöstern in Mecklenburg verpflichtet. Die erste Klostergründung veranlasste der Schweriner Bischof Berno. Diese erfolgte am 1. März 1171 durch einen Konvent von 12 Zisterziensern aus dem Kloster Amelungsborn unter Führung von Abt Conrad im heutigen Althof (Bad Doberan). Bau und Einrichtung des Klosters wurden von 25 Konversen (Laienbrüder) unterstützt. Dank großzügiger Schenkungen besaß das Kloster bald erheblichen Grundbesitz.
Die Kapelle wurde bereits als Grablege des mecklenburgischen Fürstenhauses genutzt. 1172 wurde Woizlawa, die Gemahlin Pribislaws, dort bestattet. Nachdem Pribislaw am 30. Dezember 1178 nach einem unglücklichen Sturz während eines Turniers in Lüneburg starb, entbrannten neue Kriege und Unruhen in dem gerade christianisierten Land. Während dieser wurde am 10. November 1179 das Kloster in Althof verwüstet.

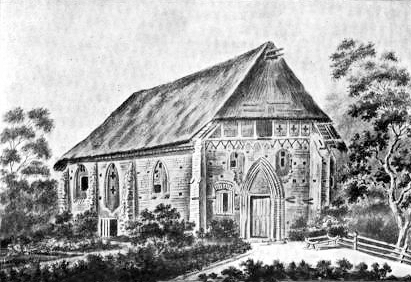
Aussehen der Kapelle bis 1822

Die heute noch erhaltene Kapelle wurde im Kern wahrscheinlich im 14. Jahrhundert über dem Grab der Woizlawa errichtet, der Vorgängerbau wurde nach Schlie vermutlich um 1300 zerstört. Außer der Kapelle gibt es in Althof noch Reste der alten Klosterscheune. Die Neuansiedlung des Klosters erfolgte 1186 in Doberan.
1522 wurde die verfallene Kapelle an dem „wilden Ort im Felde“ vom mecklenburgischen Herzog Heinrich V. aufgesucht, der Spuren einer Inschrift fand, die auf Fürst Pribislaw hinwiesen. 1602 wurde von einem hier befindlichen Backhaus berichtet. Diese Nutzung setzte sich bis 1820 fort. Am 9. August 1822 traf ein Blitz das Gebäude. Noch im gleichen Jahr veranlasste Großherzog Friedrich Franz I. den Wiederaufbau. 1886 bis 1888 gab Gotthilf Ludwig Möckel der Kapelle ihr heutiges Aussehen. Seitdem finden hier wieder Gottesdienste statt.
Aufgrund akuter Einsturzgefahr wurde die Kapelle im Frühjahr 2009 gesperrt und anschließend saniert.
Am 30. Oktober 2010 wurde die Kapelle nach zweijährigen Sicherungs- und Sanierungsarbeiten feierlich wiedereröffnet.

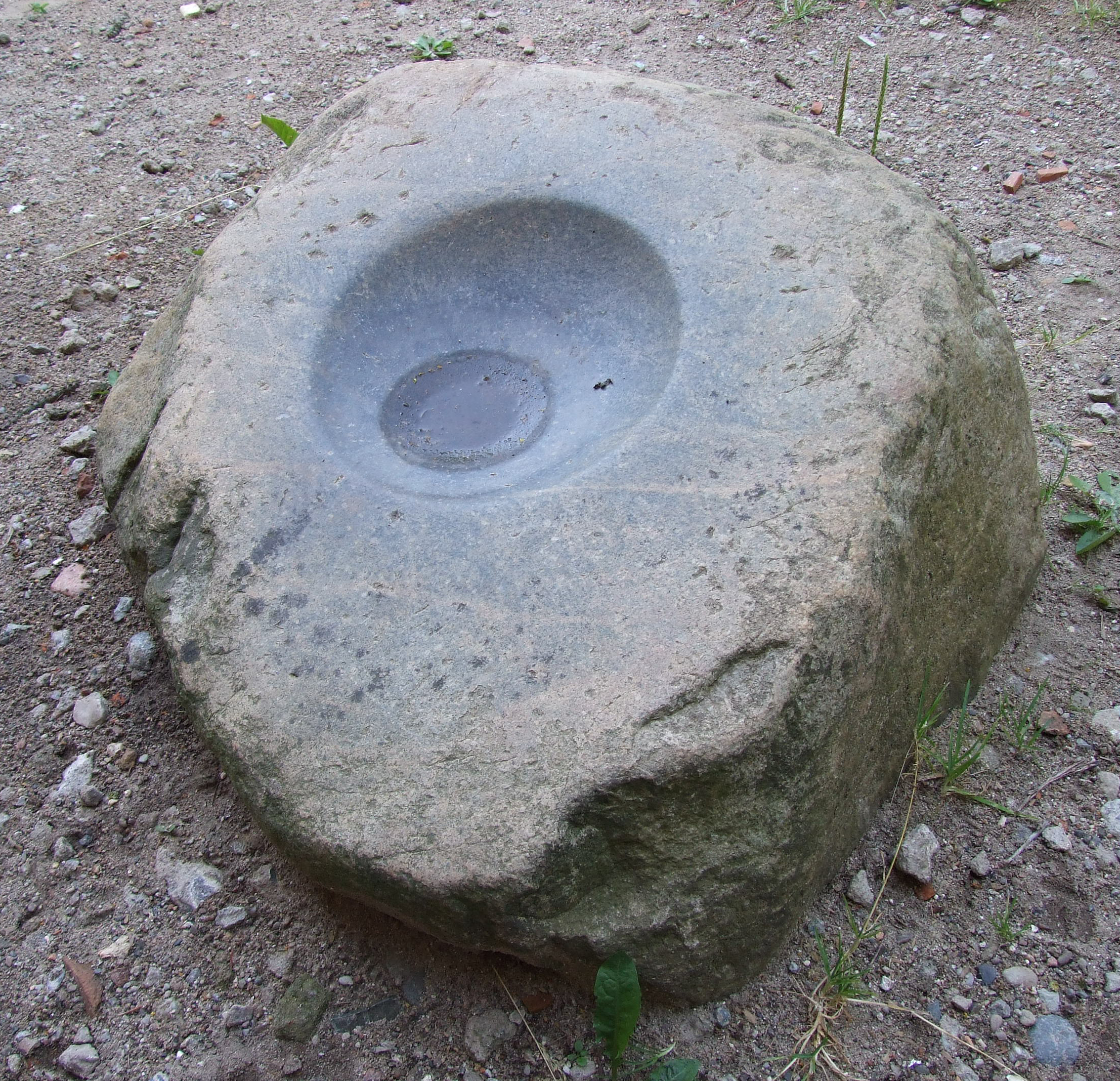
Sogenannter Opferstein vor der Kapelle

Vor der Kapelle befindet sich ein Opferstein, der Zeugnis des Slawenaufstandes von 1179 ist.

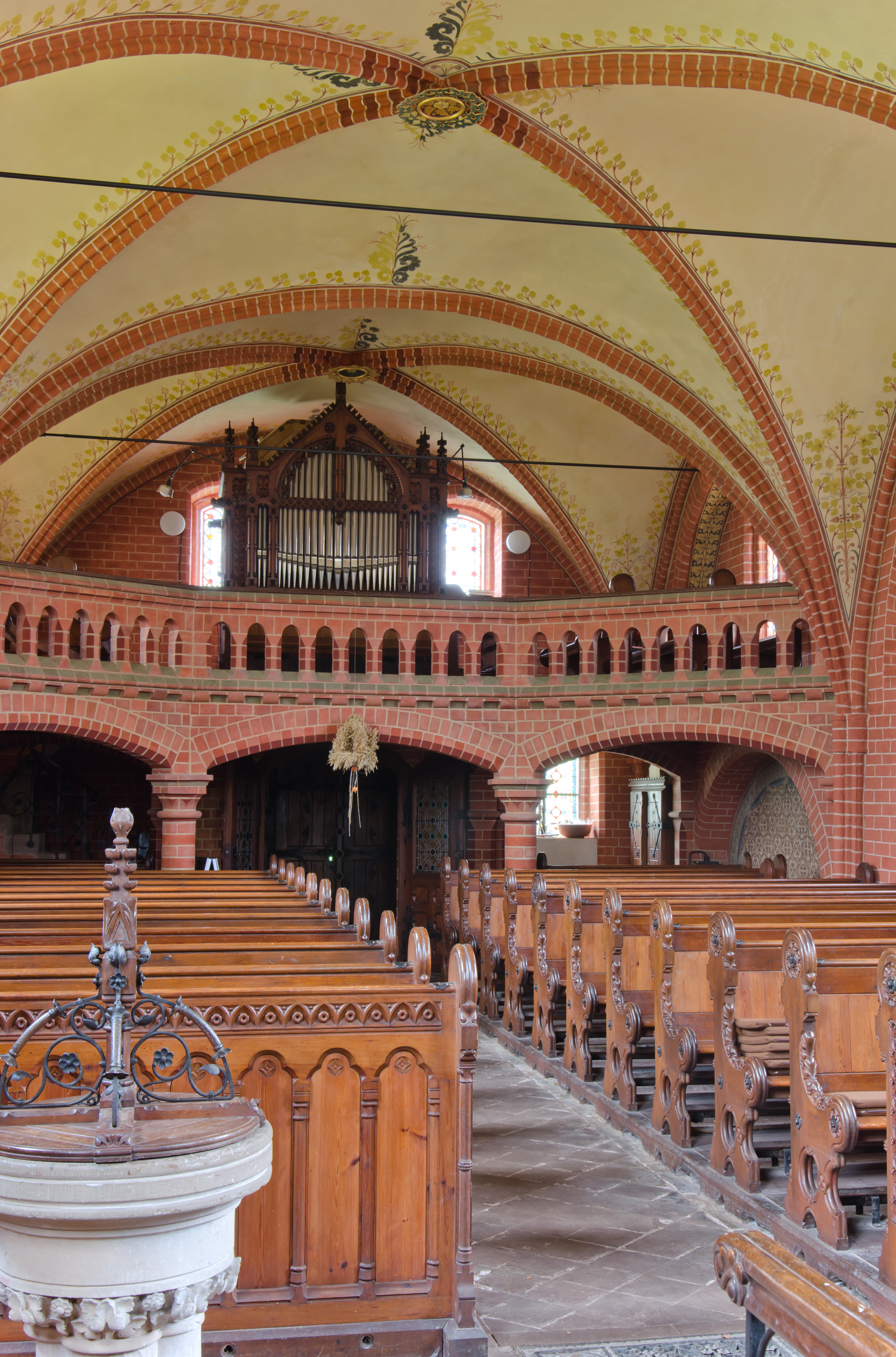
Innenraum der Kapelle
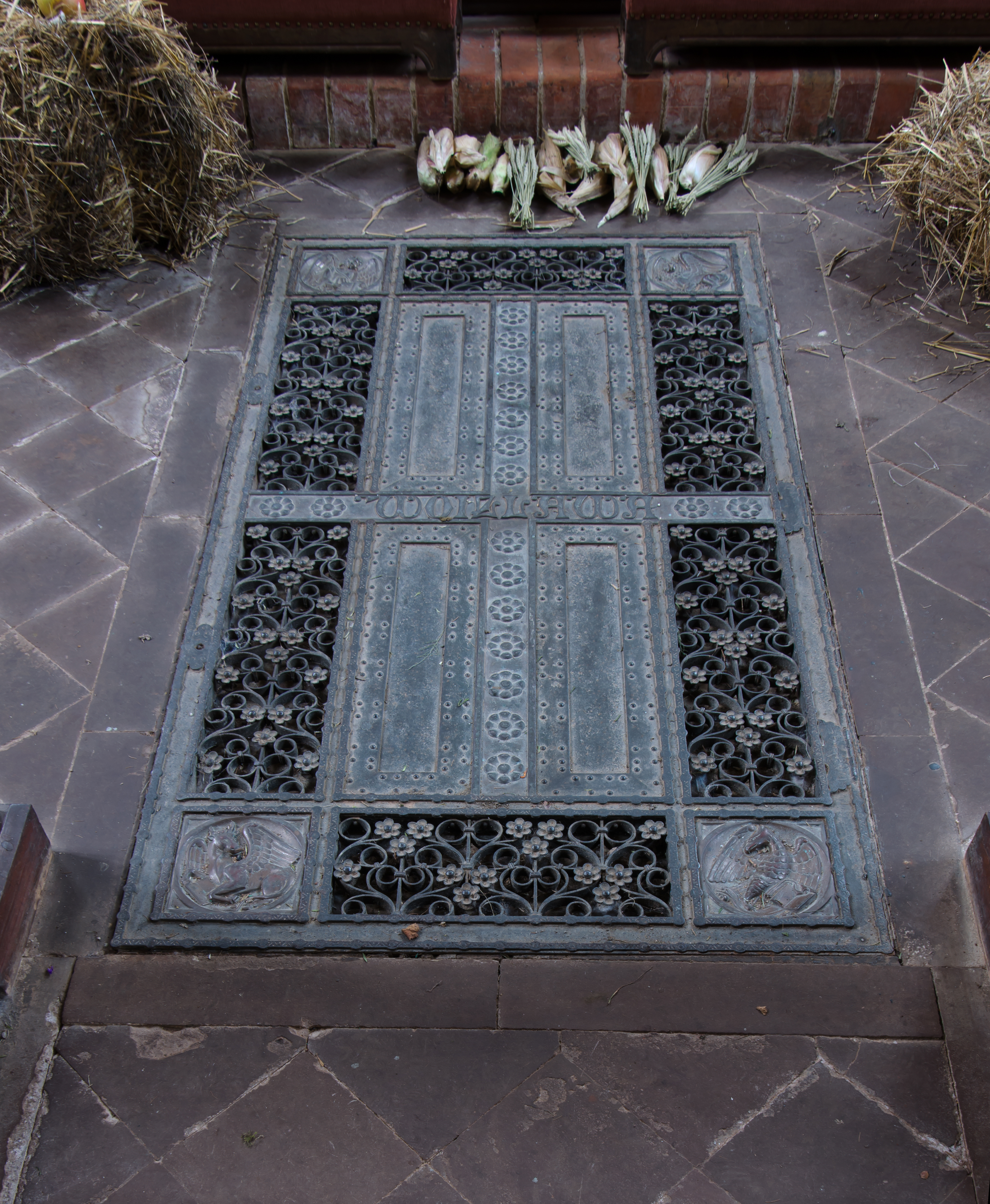
Woizlawas Grab
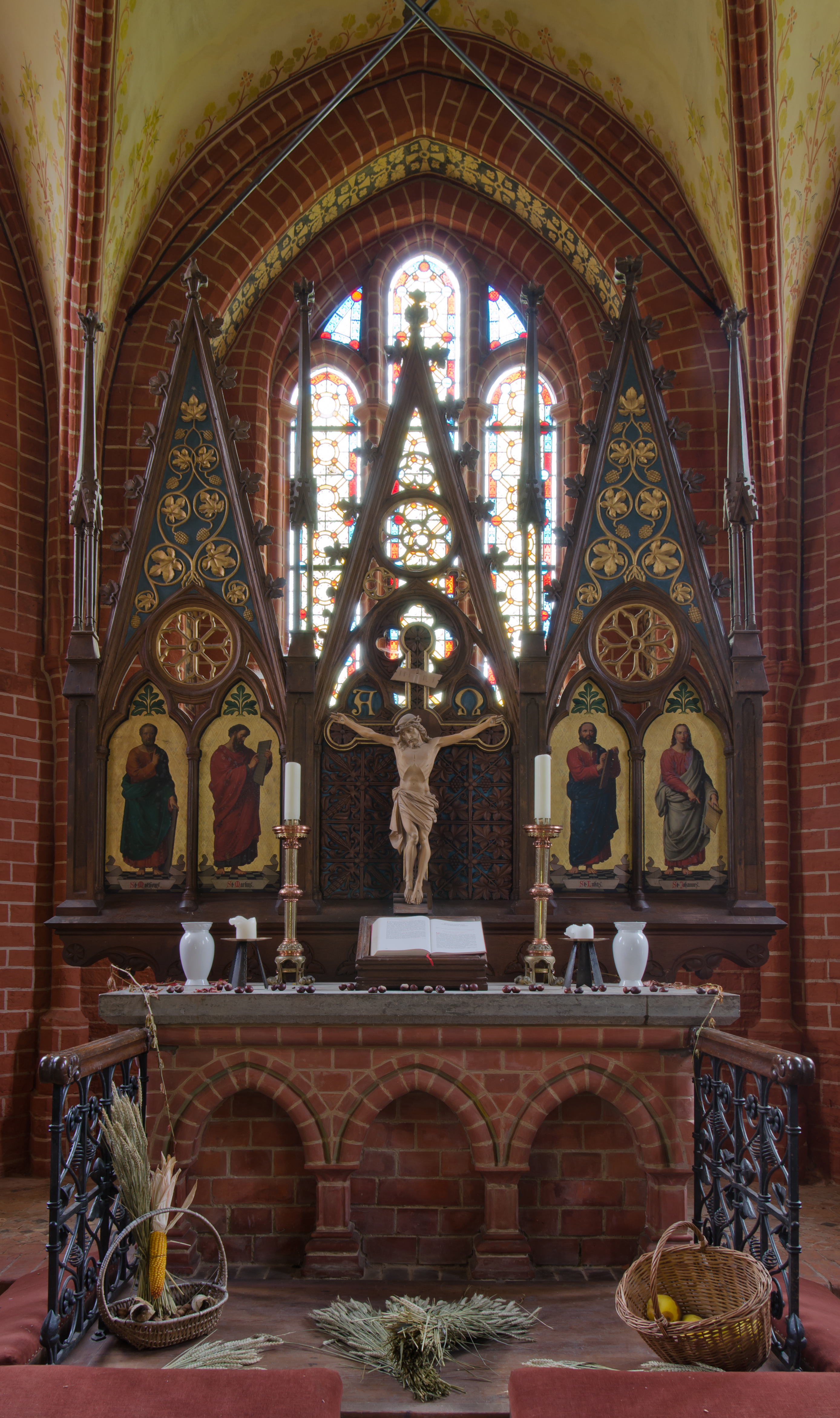
Altar
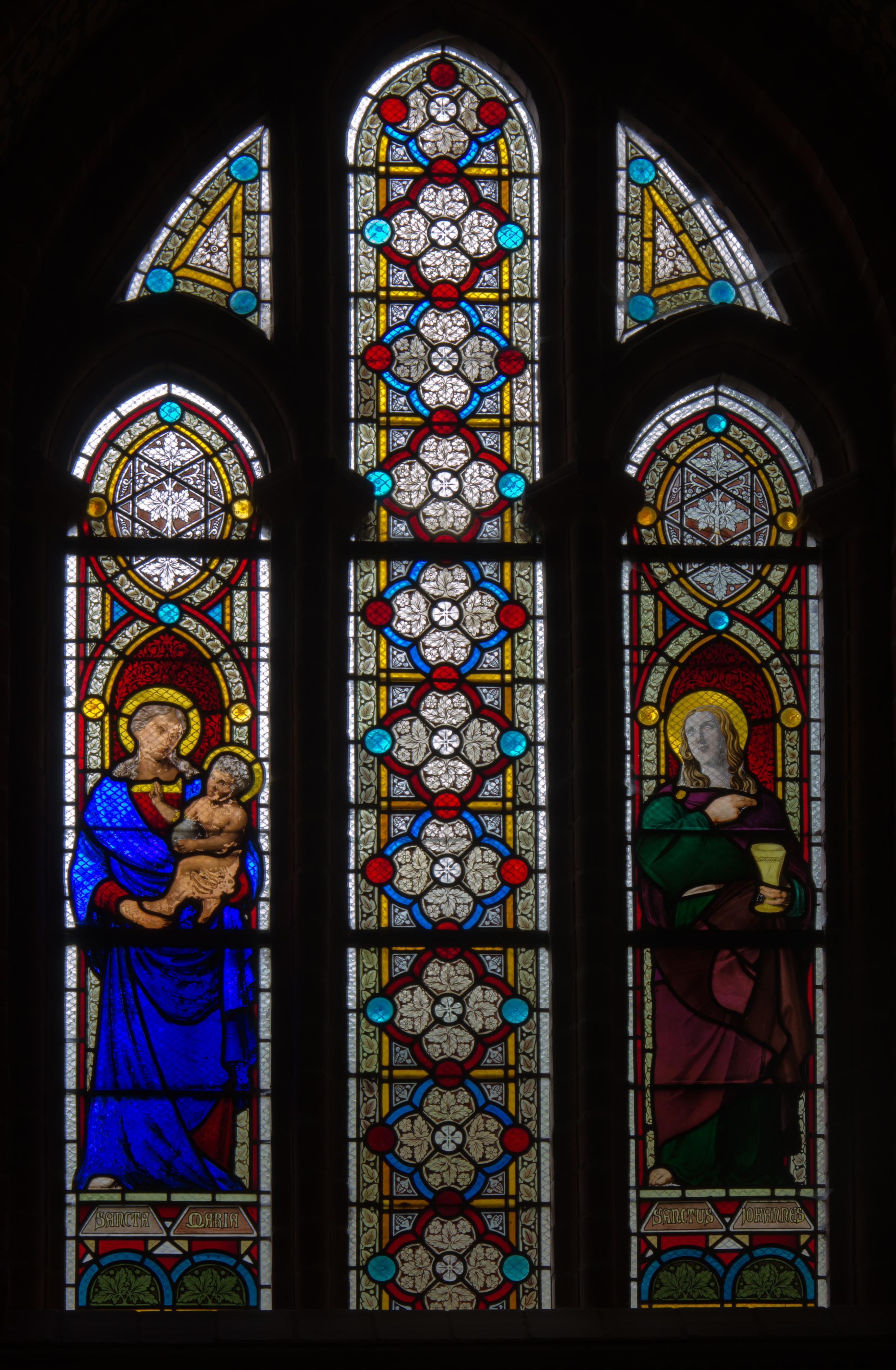
Fenster
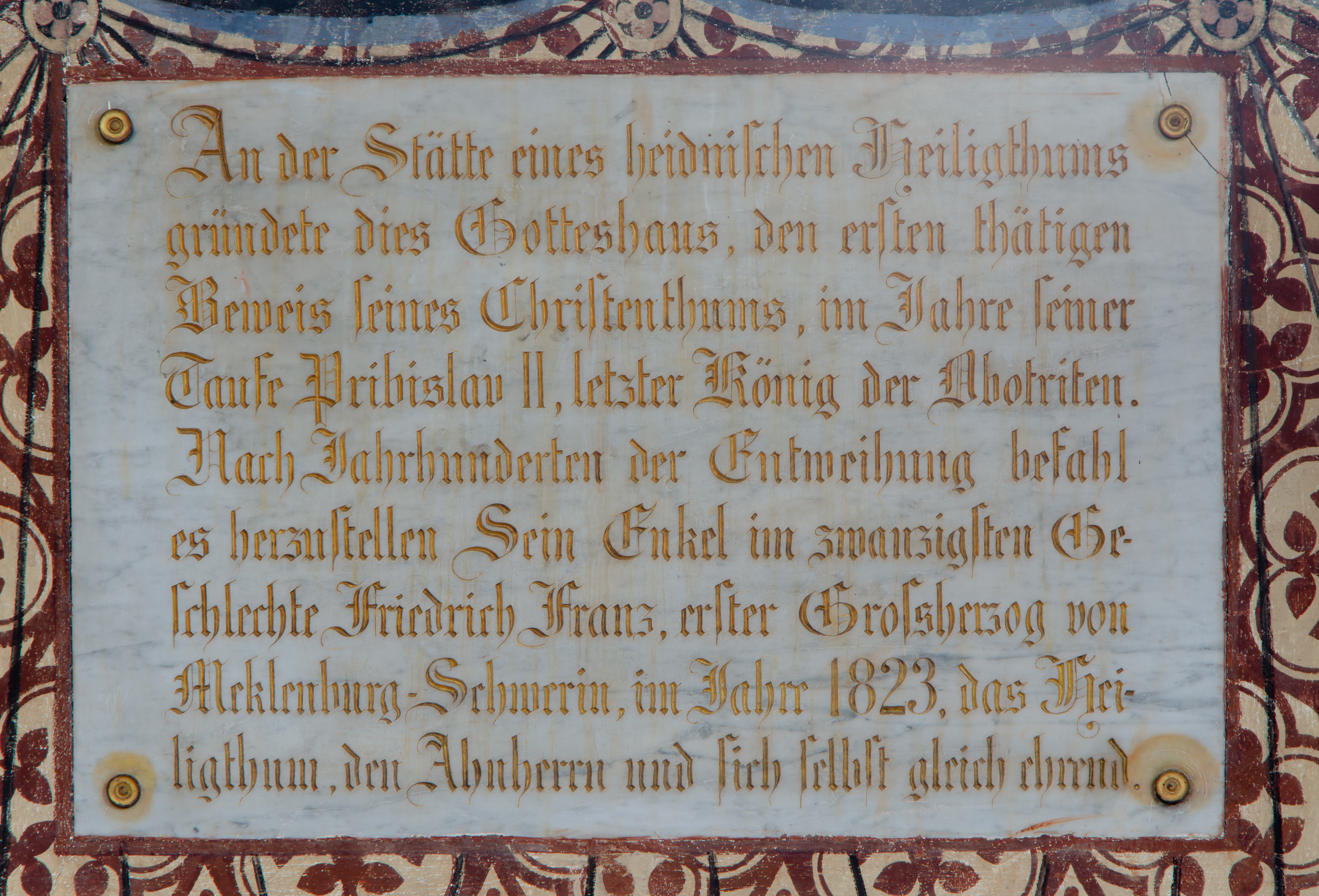
Tafel von Friedrich Franz I.